# Nodotia lyndoniae
Nodotia lyndoniae är en svampart som först beskrevs av D.A. Reid, och fick sitt nu gällande namn av Hjortstam & Ryvarden 2004. Nodotia lyndoniae ingår i släktet Nodotia och familjen Meruliaceae.   Inga underarter finns listade i Catalogue of Life.